# Condado de Claiborne (Tennessee)
O Condado de Claiborne é um dos 95 condados do Estado americano do Tennessee. A sede do condado é Tazewell, e sua maior cidade é Harrogate. O condado possui uma área de 1 144 km² (dos quais 19 km² estão cobertos por água), uma população de 29 862 habitantes, e uma densidade populacional de 27 hab/km² (segundo o censo nacional de 2000). O condado foi fundado em 1801.